# Hanja
Hanja (en hangul, 한자; en hanja, 漢字; McCune-Reischauer, hancha; literalmente, «caracteres Han»), a veces traducido como caracteres sinocoreanos, es el nombre que reciben los sinogramas (en chino tradicional, 漢字; en chino simplificado, 汉字; pinyin, hànzì) en coreano pero, de forma más específica, se refiere a los caracteres chinos que los coreanos tomaron prestados e incorporaron a su idioma, cambiando su pronunciación. Al contrario que los caracteres kanji japoneses, algunos de los cuales han sido simplificados, casi todos los hanja son idénticos a los hanzi del chino tradicional, aunque algunos difieren un poco de la forma tradicional en el orden de los trazos (por ejemplo, los caracteres chinos 教 y 研 se escriben 敎 y 硏, respectivamente, en hanja). Hanja-mal o hanja-eo son las palabras que se pueden escribir con hanja, mientras que hanmun (en hangul, 한문; en hanja, 漢文) se refiere a la escritura del chino clásico, aunque hanja a veces se usa libremente como sinónimo para estos otros conceptos.
Hoy en día, el hanja no se usa para escribir palabras de origen nativo, ni de origen chino.

## Historia
Un impulso principal para la introducción de caracteres chinos en Corea fue la extensión de budismo coreano. El principal texto chino que introdujo el hanja en Corea, sin embargo, no fue un texto religioso, sino el texto chino, Cheonjamun. 
Hubo otros sistemas, concebidos antes, con el fin de utilizar los caracteres chinos simplificados para transcribir el coreano fonéticamente :
- Hyangchal (en hangul, 향찰; en hanja, 鄕札)
- Gugyeol (en hangul, 구결; en hanja, 口訣)
- Idu (en hangul, 이두; en hanja, 吏讀)

El hanja era el único medio de escribir coreano hasta que el rey Sejong de Joseon inventó el alfabeto hangul en el siglo XV. Sin embargo, aún después de la invención del hangul, la mayoría de los eruditos coreanos continuaron escribiendo mediante el hanmun. 
No fue sino hasta el siglo XX cuando el hangul suplantó mayoritariamente el uso del hanja. Oficialmente, los hanja no se han utilizado en Corea del Norte desde junio de 1949 (y, adicionalmente, todos los textos se escriben horizontalmente en vez de verticalmente), porque Kim Il-sung lo consideró una consecuencia de la ocupación japonesa y un estorbo para la capacidad de leer y escribir. Además, muchas préstamos del chino se han reemplazado con palabras de origen nativo.

## Formación de caracteres
Cada hanja está formado por uno de los 214 radicales y, a veces, de uno o más elementos suplementarios. La gran mayoría del ellos utiliza los elementos suplementarios para indicar la pronunciación del carácter, pero algún hanja que otro es puramente pictográfico y se pronuncia de modo diferente.

## Significado y sonido
En coreano moderno, cuando un hanja aparece en una palabra o como palabra de pleno derecho, se pronuncia siempre de la misma manera. Sin embargo, para ayudar a incluir los caracteres, los diccionarios de caracteres y los libros escolares se refieren a cada carácter no solo por su aspecto, sino también por su significado. Dicha lectura, la cual da el significado y el sonido de los caracteres, se llama eumhun (음훈;音訓; según 音"sonido" + 訓"significado", "aprendizaje").

## El hanja en los diccionarios
En los diccionarios coreanos modernos, se imprimen todas las entradas de palabras de origen sino-coreano en hangul y clasificados en el orden del hangul; la forma hanja siguiente inmediatamente entre paréntesis (una práctica similar se encuentra en los diccionarios japoneses). Eso permite prevenir las ambigüedades y sirve también de etimología, puesto que el significado hanja y el hecho de que la palabra esté formada por hanja ayudan a menudo a incluir el origen de la palabra.
Ejemplos de cómo el hanja puede ayudar a aclarar las ambigüedades de numerosos homónimos que se escriben 수도 (sudo) en hangul:
1. 修道, «disciplina espiritual»
2. 受渡, «recepción y entrega»
3. 囚徒, «preso»
4. 水都, «ciudad del agua» (por ejemplo Suzhou y Venecia)
5. 水稻, «arroz»
6. 水道, «alcantarilla»
7. 隧道, «túnel»
8. 首都, «capital»
9. 手刀, «cuchillo de bolsillo»